# NGC 5189
NGC 5189 es una nebulosa planetaria en la constelación de Musca distante unos 3000 años luz de la Tierra. Se encuentra 1,75˚ al sudeste de la estrella m Centauri. Vista desde el telescopio tiene forma en S y es marcadamente simétrica. Por ello también se la conoce como Nebulosa planetaria espiral. En su centro se encuentra la estrella caliente HD 117622.
Fue descubierta por James Dunlop en 1826. Cuando John Herschel la observó en 1835, la describió como un objeto "extraño". No fue identificada inmediatamente como una nebulosa planetaria, pero en su espectro se observaron líneas de emisión de helio ionizado, hidrógeno, azufre y oxígeno. Todos estos son elementos que se forman dentro de la estrella cuando envejece y muere.